# Ceratosaurus
Genre
Ceratosaurus est un genre de dinosaure théropode qui a vécu dans l'Utah, le Colorado, au Portugal et en Tanzanie pendant le Jurassique supérieur. Le nom signifie « lézard à corne » à cause de l'appendice qu'il porte sur le museau : il est le seul carnivore connu à présenter cette caractéristique. Cette saillie ressemble à une corne, bien qu'elle soit osseuse, arrondie et non tranchante. Ceratosaurus fut découvert en 1883.

## Description
Ceratosaurus mesurait six mètres de long pour trois de haut et pesait environ 800 kg ; pour l'époque, c'était un prédateur de taille moyenne. L'espèce africaine C. ingens comportait peut-être des individus plus imposants, atteignant cinq tonnes, ce qui en ferait l'un des plus gros théropodes.
Ceratosaurus chassait sans doute de petits ornithopodes. Mais la rareté des fossiles de Ceratosaurus retrouvés à ce jour laisse penser qu'il chassait seul ou en petit groupe de deux, et non en meute.
Ceratosaurus vécut il y a 156 à 145 millions d'années. Il devait avoir une vaste aire de répartition car on trouve ses fossiles dans les actuels Tanzanie, Portugal et États-Unis. Il a progressivement laissé sa niche écologique à un autre genre de théropodes : l'Allosaurus.
Le corps de Ceratosaurus était porté par de puissantes pattes postérieures. Ses pattes antérieures, plus courtes, étaient robustes et devaient l'aider à saisir ses proies. Il avait aussi une grande tête et une longue queue qui servait de contrepoids. Son cou était plutôt court et trapu pour un dinosaure carnivore. Enfin, il possédait quatre doigts à chaque main.

## Les différentes espèces
- Ceratosaurus nasicornis (Marsh, 1884)
- Ceratosaurus roechlingi (Janensch, 1925)
- Ceratosaurus (Megalosaurus) ingens (Paul, 1988)
- Ceratosaurus willisobrienorum (Welles, Powell et Pickering, 1995)
- Ceratosaurus dentisulcatus (Madsen & Welles, 2000)
- Ceratosaurus magnicornis (Madsen & Welles, 2000)

## Inventaire des fossiles retrouvés
- C. nasicornis : cinq squelettes dont deux sont presque complets.
- C. roechlingi : vertèbres, fragment de fibula et de crâne.
- C. ingens : dents.
- C. willisobrienorum : un squelette.
- C. dentisulcatus : un crâne, os des membres, vertèbres.
- C. magnicornis : un crâne et plusieurs autres éléments.
- Autres fossiles non catégorisés :  vertèbres (1925) et un fémur (2004) en Tanzanie - Un crâne partiel d'environ 81 cm (2000) et le crâne d'un jeune de 41,3 cm (1999) aux États-Unis - Un fémur, un tibia et des dents (2000) au Portugal.

## Dans la fiction
Le cératosaure est un dinosaure assez connu du public grâce à sa particularité et apparaît dans quelques œuvres de fiction.

### Films
- Un cératosaure apparait dans Brute Force, le tout premier film de dinosaures.
- Dans Fantasia de Disney, des cératosaures peuvent être vus durant une courte scène lors de l'extinction des dinosaures.
- Plusieurs cératosaures apparaissent dans L’île inconnue, l'un d'eux affronte un paresseux géant et se fait tuer par ce dernier. Ils y sont aussi incorrectement identifiés comme des tyrannosaures dans le film.
- Dans Voyage dans la préhistoire, un cératosaure est vu par les quatre protagonistes.
- Un cératosaure apparaît dans Un million d'années avant J.C.. Il affronte un triceratops et se fait tuer par ce dernier.
- Dans Le Sixième Continent, un cératosaure combat un tricératops femelle, cette dernière finit par le tuer.
- Dans Le Continent oublié, la suite du film précédent, deux cératosaures apparaissent et attaquent les protagonistes.
- Dans le film Theodore Rex, des cératosaures anthropomorphes, comme les autres dinosaures du film, apparaissent à l'écran.
- Un cératosaure fait une brève apparition dans Jurassic Park 3, un film de science-fiction américain réalisé par Joe Johnston et sorti au cinéma en 2001 où il se contente de renifler le groupe sans montrer d'hostilité. Comme le Spinosaure, c'est ce film qui le fit grandement connaitre au public.
- Dans le film d'animation en volume Cro Man, on peut également voir un cératosaure combattre un tricératops durant le film.
- Des cératosaures apparaissent dans Age of Dinosaurs.

### Séries
- Dans la série Dinosaur King, saison 1, épisode 10 Panique au centre-ville, un cératosaure apparaît en compagnie d'un Ptéranodon. Il fait presque la même taille qu'un humain et est utilisé par l'un des protagonistes contre l'équipe du Docteur Z. Il apparaît aussi dans l'univers des jeux d’où la série est tirée.
- Dans le premier épisode de la série Primal de Genndy Tartakovsky, des cératosaures sont responsables de la mort de la famille du protagoniste, Spear, et leur chef (probablement leur mère) tue les petits du tyrannosaure femelle Fang. Tous sont tués par les deux personnages qui s'associeront ensemble pour survivre. Dans la série, ils sont rouges, avec des formes de cornes variables, et représentés deux, voire trois fois plus grand que dans la réalité, comparé au T. rex, d’ailleurs plus petit, mais cela est volontaire en vue de la direction artistique de la série.
- Des cératosaures apparaissent Dans Jurassic World : La Colo du Crétacé.

### Jeux
- Le cératosaure apparaît dans beaucoup de jeux vidéo, notamment ceux de la franchise Jurassic Park comme Jurassic Park: Operation Genesis (2003) ou Jurassic World Evolution (2018).
- Le cératosaure est l'une des espèces de dinosaures jouable dans le jeu Combat de géants : dinosaures sur WII ainsi que The Isle sur PC[réf. nécessaire]. Également sur Path of Titans ou Primal Carnage extinction.

### Bandes dessinées
- Dans le tome 2 de la série dérivée de la bande dessinée Carthago, Carthago Adventure, le personnage London Conovan et son groupe découvrent que des personnes d'un village habitant près d'un lac en Angola utilisent un faux cératosaure, qu'il font passer comme la créature que le groupe recherche, nommé le "Chipekwe", afin d'attirer les touristes.